# マーク・マザーズボー
マーク・マザーズボー (Mark Allen Mothersbaugh、発音: [ˈmʌðərzbɔː]; 1950年5月18日 - )は、アメリカ合衆国のミュージシャンで、ニューウェーヴ・バンド『ディーヴォ』の創立メンバー。
シンセサイザーの使い方に一家言もっており、（これまでの楽器の延長としてではなく）「シンセサイザーをシンセサイザーとして使う」方法論は、日本においてテクノポップというジャンルが成立するきっかけとなった。また、映画・テレビドラマ・ゲーム音楽の作曲も手がけている。
1976年のアメリカ合衆国での彼のステージを観た立花ハジメとはその時からの親友であり、現在でも親交がある。
映画「バック・トゥ・ザ・フューチャー」のエメット・ブラウン博士（ドク）役をオファーされたが断っている。

## 主なディスコグラフィー

### 映画
- ヒューマン・ハイウェイ Human Highway (1982)
- ナーズの復讐II/ナーズ・イン・パラダイス Revenge of the Nerds II: Nerds in Paradise（1987）
- 恐怖のアルカトラズ/ヘル・デッド Slaughterhouse Rock（1987）
- いとしのパット君 It's Pat: The Movie（1994）
- ニュー・エイジ The New Age（1994）
- 最後の晩餐/平和主義者の連続殺人 The Last Supper（1995）
- シャングリラ/ストーカー・ハイツの罠 The Courtyard（1995）テレビ映画
- 俺は飛ばし屋/プロゴルファー・ギル Happy Gilmore（1996）
- アンソニーのハッピー・モーテル Bottle Rocket（1996）
- クイックシルバー Quicksilver Highway（1997）テレビ映画
- リスキーブライド/狼たちの絆 Best Men（1997）
- ターニング・ラブ Breaking Up（1997）
- デッドマン・オン・キャンパス Dead Man on Campus（1998）
- 天才マックスの世界 Rushmore（1998）
- ハロウィーンタウン Halloweentown（1998）テレビ映画
- ラグラッツ・ムービー The Rugrats Movie（1998）
- 200本のたばこ 200 Cigarettes（1999）
- HELP!おたすけエイリアンズ Can of Worms（1999）テレビ映画
- わたしが美しくなった100の秘密 Drop Dead Gorgeous（1999）
- ロッキー&ブルウィンクル The Adventures of Rocky & Bullwinkle（2000）
- ラグラッツのパリ探検隊 Rugrats in Paris: The Movie - Rugrats II（2000）
- クライムチアーズ Cream Cheese（2001）
- ザ・ロイヤル・テネンバウムズ The Royal Tenenbaums（2001）
- ハロウィーンタウン2 カラバーの復讐 Halloweentown II: Kalabar's Revenge（2001）テレビ映画
- 女子寮潜入大作戦! ソロリティー・ボーイズ Sorority Boys（2002）
- ウェルカム・トゥ・コリンウッド Welcome to Collinwood（2002）
- ミラクル・タッチダウン Second String（2002）テレビ映画
- サーティーン あの頃欲しかった愛のこと Thirteen（2003）
- オトコのキモチ♂ A Guy Thing（2003）
- 惑星「犬」。 Good Boy!（2003）
- ラグラッツのGOGOアドベンチャー Rugrats Go Wild!（2003）
- おとぼけスティーブンス一家 ザ・ムービー The Even Stevens Movie（2003）テレビ映画
- 彼女は夢見るドラマクイーン Confessions of a Teenage Drama Queen（2004）
- 隣のリッチマン Envy（2004）
- ライフ・アクアティック The Life Aquatic with Steve Zissou（2004）
- ロード・オブ・ドッグタウン Lords of Dogtown（2005）
- ハービー/機械じかけのキューピッド Herbie Fully Loaded（2005）
- ビッグホワイト The Big White（2005）
- リンガー! 替え玉★選手権 The Ringer（2005）
- ファースト・ディセント First Descent（2005）
- ミミズ・フライの食べ方 How to Eat Fried Worms（2006）
- ママ男 Mama's Boy（2007）
- ギプスの女 Quid Pro Quo（2008）
- キミに逢えたら! Nick and Norah's Infinite Playlist（2008）
- ニューヨーク、アイラブユー New York, I Love You（2008）「車椅子でプロム」
- ファンボーイズ Fanboys（2009）
- くもりときどきミートボール Cloudy with a Chance of Meatballs（2009）
- ラモーナのおきて Ramona and Beezus（2010）
- Happiness is: スヌーピーと幸せのブランケット Happiness Is a Warm Blanket, Charlie Brown（2011）オリジナルビデオ
- アルビン3 シマリスたちの大冒険 Alvin and the Chipmunks: Chipwrecked（2011）
- ハワイアン・バケーション Hawaiian Vacation（2011）
- 21ジャンプストリート 21 Jump Street（2012）
- SAFE/セイフ Safe（2012）
- 恋愛だけじゃダメかしら? What to Expect When You're Expecting（2012）
- モンスター・ホテル Hotel Transylvania（2012）
- くもりときどきミートボール2 フード・アニマル誕生の秘密 Cloudy with a Chance of Meatballs 2（2013）
- ラストベガス Last Vegas（2013）
- LEGO ムービー The Lego Movie（2014）
- 22ジャンプストリート 22 Jump Street（2014）
- ピッチ・パーフェクト2 Pitch Perfect 2（2015）
- お!バカんす家族 Vacation（2015）
- レギュラーSHOW〜コリない2人〜 ザ・ムービー Regular Show: The Movie（2015）
- モンスター・ホテル2 Hotel Transylvania 2（2015）
- アルビン4 それいけ! シマリス大作戦 Alvin and the Chipmunks: The Road Chip（2015）
- ピーウィーのビッグ・ホリデー Pee-wee's Big Holiday（2016）
- ベアトリス・アット・ディナー Beatriz at Dinner（2017）
- 47歳 人生のステータス Brad's Status（2017）
- レゴニンジャゴー ザ・ムービー The Lego Ninjago Movie（2017）
- マイティ・ソー バトルロイヤル Mighty Thor: Battle Royale（2017）
- モンスター・ホテル クルーズ船の恋は危険がいっぱい?! Hotel Transylvania 3: Summer Vacation（2018）
- 俺たちホームズ&ワトソン Holmes & Watson（2018）
- レゴ ムービー 2 The Lego Movie 2: The Second Part（2019）
- ウィロビー家の子どもたち The Willoughbys（2020）
- クルードさんちのあたらしい冒険 The Croods: A New Age（2020）
- ミッチェル家とマシンの反乱 The Mitchells vs. the Machines（2021）
- アメリカ THE MOVIE America: The Motion Picture（2021）
- ソー:ラブ・アンド・サンダー Thor: Love and Thunder（2022）
- コカイン・ベア Cocaine Bear（2023）

### テレビドラマ
- ピーウィーのプレイハウス Pee-wee's Playhouse（1986–1990）15話分
- サウス・ビーチ South Beach（1993）7話分
- ストレンジ・ラック Strange Luck（1995–1996）17話分
- ドーソンズ・クリーク Dawson's Creek（1999–2000）23話分
- LAX LAX（2004–2005）9話分
- ビッグ・ラブ Big Love（2006）12話分
- ブルマン大学 〜俺たち、もっこりフットボーラー〜 Blue Mountain State（2010–2011）20話分
- ハウス・オブ・ライズ House of Lies（2012–2015）35話分
- マンハッタンに恋をして 〜キャリーの日記〜 The Carrie Diaries（2013–2014）26話分

### テレビアニメ
- ラグラッツ Rugrats（1991–2006）172話分
- おおきいあかい クリフォード Clifford the Big Red Dog（2000–2003）64話分
- ラグラッツ・ザ・ティーンズ All Grown Up!（2003–2008）15話分
- カーズトゥーン メーターの世界つくり話 Cars Toons: Mater's Tall Tales（2009–2011）6話分
- レギュラーSHOW〜コリない2人〜 Regular Show（2010–2017）233話分
- サマーキャンプ・アイランド Summer Camp Island（2018–2021）84話分
- 魔法が解けて Disenchantment（2018–2021）30話分
- そんな感じ Close Enough（2020–2021）16話分

### ゲーム
- クラッシュ・バンディクー Crash Bandicoot（1996）
- クラッシュ・バンディクー2 コルテックスの逆襲! Crash Bandicoot 2: Cortex Strikes Back（1997）
- クラッシュ・バンディクー3 ブッとび!世界一周 Crash Bandicoot: Warped（1998）
- ジャック×ダクスター 旧世界の遺産 Jak and Daxter: The Precursor Legacy（2001）
- ジャック×ダクスター2 Jak II（2003）
- ザ・シムズ2 The Sims 2（2004）
- Jak 3 Jak 3（2004）
- ザ・シムズ2 ハッピーショップライフ! データセット The Sims 2: Open for Business（2006）
- ザ・シムズ2 ペットライフ! データセット The Sims 2: Pets（2007）
- ぼくとシムのまち MySims（2007）
- リトルビッグプラネット LittleBigPlanet（2008）
- LEGO ムービー ザ・ゲーム The Lego Movie Videogame（2014）
- リトルビッグプラネット3 LittleBigPlanet 3（2014）